# イスラム教におけるLGBT
イスラム教におけるLGBT（イスラムきょうにおけるLGBT、英：LGBT in Islam）とは、イスラム社会におけるLGBTの現状を指す。クルアーンは人が自分の間で貪欲な肉の行為に従事したため、神の怒りによって破壊された「ロットの人々」の物語を語る。 また、ハディースにおいては、男性の同性愛行為に従事した積極的パートナーと受容的パートナーの両方に死刑を規定し、トランスジェンダーの行為を非難している。
イスラム社会における同性愛行為の証拠は、イスラム教の初期の歴史の1世紀半にはほとんどないが、男性の同性愛関係は知られており、アラビアでは冷やかされていたが、制裁は受けられていない。ホモエロティックテーマとペデラスティックテーマは、8世紀から現代までイスラム世界の主要言語で書かれた詩や文学のジャンルで培われた古典的なイスラム教の文書に見られる同性愛の概念は、グレコの伝統に似ている。同性愛行為は、伝統的なイスラム法学において禁じられており、状況や法律学校に応じて死刑を含む異なる刑罰に対して責任を負う。しかし、同性愛関係は一般的に近代以前のイスラム社会では容認されていたと歴史的記録は、主に強姦やその他の「公共のモラルに対する非常に露骨な侵害」の場合に、これらの法律が頻繁に呼び出されたことを示唆している。イスラム世界における同性愛に対する国民の態度は、サラフィー主義やワッハーブ派などのイスラム原理主義運動の漸進的な広がり、当時ヨーロッパで流行していた性的概念と制限的規範の影響を経て、19世紀から非常に否定的になった。多くのイスラム国家は、植民地時代に定められた刑罰を保持している。
近年、LGBTの人々に対する極端な偏見、差別、暴力は、社会的にも法的にも、イスラム世界の多くにおいて、ますます保守的な態度とイスラム運動の台頭によって悪化している。アフガニスタン、ブルネイ、イラン、モーリタニア、ナイジェリア、サウジアラビア、ソマリアの一部、スーダン、アラブ首長国連邦、イエメンでは、同性愛行為に対し死刑または禁固刑が科される。その他の国では、アルジェリア、バングラデシュ、チャド、マレーシア、モルディブ、パキスタン、カタール、ソマリア、シリアなどで違法であり、罰則が課される可能性がある。アルバニア、アゼルバイジャン、バーレーン、ボスニア・ヘルツェゴビナ、ブルキナファソ、ジブチ、ギニアビサウ、イラク、ヨルダン、カザフスタン、コソボ、キルギス、レバノン、マリ、ニジェール、タジキスタン、トルコ、アチェ州を除くインドネシア、北キプロスでは同性間の性行為は合法である。パレスチナ（ヨルダン川西岸地区）、クウェート、トルクメニスタン、ウズベキスタンでは女性間の同性愛行為は合法であるが、男性間の同性愛行為は違法である。
イスラム教徒が多数を占めるほとんどの国とイスラム協力機構は、国連、総会、人権理事会におけるLGBTの権利を保護する動きに反対している。2008年、国連加盟国の内57か国（ほとんどの国でイスラム教徒が国民の過半数を占める）が、国連総会でLGBTの権利に反対する声明を出した。2016年、国民の過半数がイスラム教徒である国々51カ国が、エイズ収束に関する首脳会議に11のゲイとトランスジェンダーの団体が出席することを阻止した。しかし、アルバニアとシエラレオネは、LGBTの権利を支持する国連宣言に署名した。アルバニア、コソボ、北キプロスではLGBTの反差別法が制定されている。LGBTの権利を支持するLGBTムスリムのための組織や、性別適合手術を試みる団体もいくつかある。

## 聖書とイスラム法学

### コーラン

#### メッセンジャーからロトへ
クルアーンには同性愛行為に対するいくつかの暗示が含まれており、何世紀にもわたってかなりの模範的で法的な解説を促してきた。このソドムとゴモラ(7節)の物語の中で最も明確に取り上げられており、都市住民が預言者ロト(またはLut)に神から送られた使者への性的アクセスを要求した後である。クルアーンの物語は、主に『創世記』に見られるものに準拠している。ある箇所でクルアーンは、男性が「彼のゲストを勧誘した」(クルアーン54:37)、(54)はジョセフの誘惑の試みを表す表現と平行した表現を用いて、複数の箇所で女性(またはその妻)の代わりに男性に「欲望を持って来る」と非難されていると言う。クルアーンは、この醜態またはファヒシャ(アラビア語: فاحشة、ローマ字化 : fāḥiša) 世界の歴史の中で前例のない用語:
「そして、彼が彼の人々に言ったとき、(私たちは)ロトを送った:何!あなたは世界の誰かがあなたの前に行っていないわいせつを犯すか? 最も確かにあなたは女性以外の欲望で男性に来る。いや、あなたは贅沢な人々だ。そして、彼の人々の答えは、彼らが言ったこと以外の何者でもなく、あなたの町からそれらを回し、確かに彼らは(自分自身)を浄化しようとする人々である。だから私たちは彼と彼の信者を、彼の妻を除いて届けた。彼女は後ろに残った人々のものだった。そして、私たちは彼らに雨を降らせた。その後、有罪の終わりが何だったのかを考えてみよ。[7:80-84 (シャキール訳)
「ロトの人々」の破壊は、彼らの性的慣行に明示的に関連していると考えられている。後に、作家が何が起こったのかについて独自の見解を与えようとした時、これらの詩の上に構築された模範的な文学。そして、クルアーンの通路によってほのめかされた「醜態」が男性間のソドミー （特に肛門性交）の試みであったという一般的な合意があった。部のイスラム教徒の学者は、同性行為への参加のためではなく、一人の神を崇拝することを拒否し、預言者や使者の権威を無視し、旅行者を強姦しようとする悪行のために、この解釈に反対する。
「ロトの人々」(アラビア語:لوط)の罪は、その後、リワット(アラビア語:لواط、ローマ字化されたliwāṭ)などの男性との間のアナルセックス行為に対するアラビア語の言葉のことわざとなり、そのような行為を行う人(アラビア語:لوطي、ローマ字化されたlūṭi)は、どちらも彼の名前に由来する。
一部のイスラム学者と西洋の学者は、クルアーンのロトの物語の過程で、現代の意味での同性愛は取り上げられていないが、「ロトの人々」の破壊は古代のホスピタリティ法と性的暴力を破った結果であると主張している。

#### ジナ詩
クルアーンの一節だけが厳密に法的地位を規定している。しかし、それは同性愛行為に限定されず、より一般的にはzina(違法性交)を扱う)。
「そして、あなたの女性の間からわいせつ罪を犯している人については、あなたの中から4人(証人)に対する証人を呼び出します。そして、彼らが証人を持っている場合は、死が彼らを取り除くか、アッラーが彼らのために何らかの方法を開くまで、家にそれらを閉じ込めます(15)。そして、あなたの中からわいせつ罪を犯している二人については、彼らに両方の罰を与えます。悔い改めて修正するなら、彼らから離れなさい。確かにアッラーは(慈悲に)戻って、慈悲深いです。(16)"[4:15-16 (シャキール訳)]
典型的なイスラム文学では、この詩は、ムハンマドが男性の同性愛行為に対して寛大なアプローチを取ったという見解の基礎を提供してきた。オリエンタリスト学者ピニャス・ベン・ナフムは、「預言者が哲学的無関心で悪徳を見たのは明らかだ。罰が示されていないだけでなく、それはおそらくわずかな性質の公衆の非難や侮辱だっただけでなく、単なる懲罰を逃れるのに十分な罰であった。ムタジライト学者アブ・ムスリム・アル・イスファハニに起因する少数派の見解は、同性愛関係を指していると解釈したがは、これらの詩が違法な異性関係を指すことを保持している。この見解は中世の学者によって広く拒絶されたが、現代ではいくらかの受け入れを見つけた。

#### 楽園のカップベアラー
楽園を説明するクルアーンの詩の中には、祝福された人にワインを出す「不滅の少年」(56:17、76:19)または「若い男性」(52:24)を指すものもあります。タフサー文学はこれを同性愛的な意味として解釈していないが、そのつながりは他の文学ジャンルで、主にユーモラスに作られた。例えば、アッバース朝時代の詩人アブ・ヌワスは書いた
美しい女の子は、
ヘナ
で染められた滑らかな手と指と彼の頬の周りに黄金のカールの長い髪でワインを運んで来ました.
私は楽園の美しいラッドのような女の子を持っています

そして、彼の目は大きくて美しい
ハナフィ学校の法学者は真剣に質問を取り上げることを検討した。しかし、最終的に同性愛の喜びは、ワインのような, この世界で禁じられているが、来世で楽しんでいました。

### ハディス
ハディス(ムハンマドに起因することわざと行動)は、同性愛行為が7世紀のアラビアでは知られていないことを示している。しかし、クルアーンが同性愛行為の処罰を指定していないことを考えると、イスラム法学者は、適切な処罰に関するガイダンスを見つけようとして、ますますいくつかの「より明白なハディスに目を向けた。
アブ・ムサ・アル=アッシュアリから,預言者は「女性が女性に出くわした場合、二人とも姦淫者であり、男性が男性に出くわした場合、二人とも姦淫者です」と述べている。

—
サヒ・アル・ブハリとサヒ・ムスリムの最もよく知られた本物のハディスコレクションには同性愛に関する報告はないが、他の正規のコレクションには「Lutの人々の行為」(男性と男性の肛門性交)の非難が数多く記録されている。アブ・イサ・ムハンマド・ブン・イサ・アット・ティルミディ（884年頃にスナン・アル・ティルミディを編纂）は、ムハンマドが実際に現役と受動の両方のパートナーに死刑を規定したと書いている。
アブドゥッラー・ブン・アッバスが語った:「預言者は言った:「ロトの人々のようにやっている人を見つけたら、それを行う人とそれが行われた人を殺す」。

—
ナレーションアブドゥッラー・ブン・アッバス:「もし結婚していない人がソドミーを犯して押収された場合、彼は投石され殺されるだろう」

—
12世紀に書いたイブン・アル=ジャウジ(1114-1200)は、ムハンマドがいくつかのハディスで「ソドマイト」を呪い、同性愛行為における現役パートナーと受動的なパートナーの両方に死刑を勧告したと主張した。
イブン・アッバスが言ったのはナレーションだった: "預言者は言った: '..呪われたのは、ロトの人々の行動をする人だ。

—
アフマドはイブン・アッバスから、「アッラーの預言者が言った:「アッラーがロトの人々の行動を行う人を呪うので、アッラーはロットの人々の行動をする人を呪う」と3回述べました。

—
13世紀に書いたアル・ヌワイリ(1272-1332)は、彼のニヤで、ムハンマドは「彼が彼のコミュニティのために最も恐れていたのはロットの人々の慣行であると言ったと言われている(彼はワインと女性の誘惑に関して同じ考えを表明したようだ)」と報告した。
「預言者は『わたしの信者に対して,多くの人々の行い以上に恐れることは何もない』と言った。

—
他のハディスは、彼らが行動に翻訳されていない限り、同性愛的な感情を許している。複数の変種に存在するムハンマド自身に起因するハディスの中で、イスラムの預言者は若い男の子に対する同性愛の誘惑を認め、それに対して彼の仲間に警告した:「ひげのない若者を見つめてはならない。まことに、彼らは時間に似ている。これらのひげのない若者は、豪華なローブを着用し、香りの髪を持つとも記載されている。その結果、イスラム教の宗教指導者は、イスラム教徒の男性の性的衝動に対する自制能力に懐疑的で、男性と女性の両方を見て憧れすることを禁じている。
さらに、初期のカリフの一部によって命じられたソドミーの処罰の「主張された(しかし、相互に矛盾した)報告」(athar)が数多くある。アブバクルは、犯人の壁を倒すか、彼を生きて燃やすことを勧めた。アリ・ブン・アビ・タリブはソドマイトのためにストーニングによって死を命じ、町で最も高い建物の上からもう一人真っ先に投げられたと言われている。イブン・アッバスによると、後者の罰は、ストーニングが続く必要がある。
しかし、女性の同性愛行為に言及するハディスは少ない。しかし、レズビアンに対する罰(もしも)は明らかにされなかった。

### トランスジェンダー
イスラム教において、mukhannathun(mukhannathの複数形)は、性別変異体の人々を記述するために使用され、通常、女々しい男性を指す。イランの学者Mehrdad Alipourによると、「前近代では、イスラム社会はジェンダーのあいまいさの5つの症状を認識していた:これはハシ(eunuch)、ヒジュラ、ムカンナス、マムフ、クハンタ(hermaphrodite/intersex)などの数字を通して見ることができる。学者アイシャ・アイマニー・M・ザハリンとマリア・パロッタ・キアロリは、ハディース文学におけるムカンナート語とその誘導アラビア語の形の意味について以下の説明を行う。
アリプール(2017)やローソン(1991)などの様々な学者は、ハディースのムカンナートの存在への言及を指摘しています:彼の動き、外見、そして彼の声の柔らかさに女性らしさを運ぶ男。トランスウーマンのアラビア語の用語は、生物学的なセックスキャラクターを変更したいのでムカンニスですが、ムカンナートはおそらくそうではありません。ムカンナートまたはエフェミネートの男性は明らかに男性ですが、男性または女性である可能性のあるインターセックスのkhuntaとは異なり、自然に女性のように振る舞います。皮肉なことに、クルアーンにはムカンナート、ムカンニス、またはクンタについての明白な言及はありませんが、この聖書は、男性でも女性でもない人、またはその عَقِيم間にいる人がいることをはっきりと認識しています。
さらに、イスラームの中には、奨学金を通じて拡張された宗教的教義の精巧さと洗練の伝統